# Städtische Gewerbeschule Leipzig

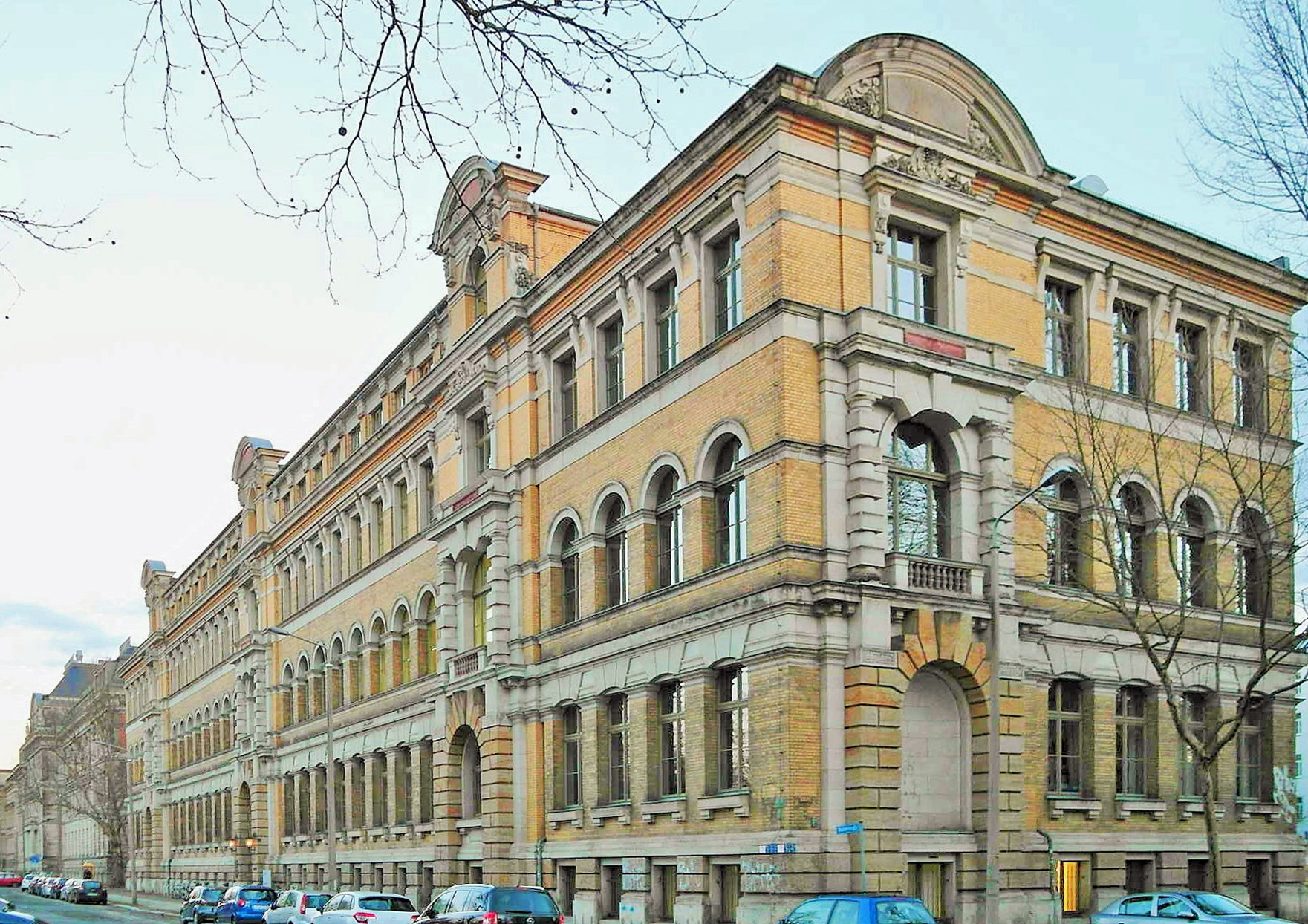
Ehemalige Städtische Gewerbeschule Leipzig (nach Plänen des Architekten Hugo Licht), später TH Leipzig, heute Wiener-Bau der HTWK

Die Städtische Gewerbeschule Leipzig war eine höhere berufsbegleitende Schule. Zahlreiche Namensänderungen, Verbindungen mit anderen Einrichtungen sowie Niveausteigerungen und Profilangleichungen führten schließlich zur heutigen Hochschule für Technik, Wirtschaft und Kultur Leipzig (HTWK).

## Geschichte
1875 beschloss die Stadt Leipzig in Anbetracht der raschen Entwicklung von Industrie und Gewerbe eine Schule zu errichten, in der Personal praxisnah in höherer Qualität ausgebildet wurde als durch Lehre im Betrieb und die sich einbürgernde Pflicht-Berufsschule, die nur Allgemeinwissen vermittelte. Am 3. Mai 1875 nahm die Städtische Gewerbeschule in Konkurrenz zu den schon existierenden privaten Einrichtungen der Sonntagsschule der Freimaurerloge Balduin zur Linde und der Sonntagsgewerbeschule der Leipziger Polytechnischen Gesellschaft ihren Betrieb auf, zunächst in zwei Zimmern in einem Hinterhaus in der Lortzingstraße. Wegen des großen Zuspruchs erfolgte bereits im nächsten Jahr der Umzug in zwölf Räume der III. Bürgerschule am Johannisplatz.
Der Organisationsplan der Schule sah in den ersten Jahren für die Erreichung eines Abschlusses den freiwilligen Besuch eines einjährigen Tageskurses mit 36 Wochenstunden und zwei anschließender Abendkurse (Semester) mit jeweils 14 Wochenstunden vor. Das Schulgeld dafür betrug jährlich 20 bzw. 10 Mark und konnte aber auch in Notfällen erlassen werden.
Als Gründungsdirektor der Städtischen Gewerbeschule war der Maler und Fotograf Ludwig Nieper (1826–1906) berufen worden, der zugleich Direktor der Akademie der bildenden Künste war. Der Lehrplan der Schule war vielgestaltig, wurde aber vom Zeichenunterricht dominiert, da Nieper das räumlich-anschauliche Denken als Grundlage aller technischen Bildung ansah. So wurden Mathematik und Naturwissenschaften nicht entsprechend ihrer Bedeutung angesehen, obwohl mit der Anstellung von August Föppl (1854–1924) im Jahr 1877 als Lehrer für Algebra und Technische Mechanik gute Voraussetzungen dafür bis zu seinem Abgang 1892 gegeben waren.
Durch Eingliederung von Innungsfachschulen, wie jene der Buchdrucker, Dekorationsmaler und Tischler war der Raumbedarf so gestiegen, dass sich die Stadt zu einem Neubau entschloss. Er entstand bis 1891 nach Plänen des Leipziger Architekten Hugo Licht (1841–1923) an der Wächterstraße und machte die reichliche Hälfte des heutigen Gebäudes aus; der zweite Teil folgte 1903. Die Gesamtlänge des dreistöckigen Gebäudes mit zwei kurzen Seitenflügeln beträgt 100 Meter. In ihm waren neben den Unterrichtsräumen zahlreiche Studios, Werkstätten und Maschinenräume untergebracht.
1893 wurde Ludwig Nieper abgelöst und der Architekt Paul Schuster wurde für 30 Jahre bis zu seinem Ruhestand Direktor der Schule, an der er bereits seit 1888 neben seinen Aufgaben im Hochbauamt der Stadt als Lehrer tätig war. Er trug der steigenden Nachfrage der Industrie nach ingenieurtechnisch gebildetem Personal Rechnung und verstärkte die Ausbildung in Maschinenbau. 1896 wurde die Städtische Maschinenbauschule im Verband der Städtischen Gewerbeschule selbständig.
Die Anzahl der Lehrer an der Gewerbeschule wuchs in den 1920er Jahren auf etwa 100, von denen circa die Hälfte festangestellt war. Einzelne Bereiche der Schule wurden zunehmend selbständiger, sodass man bald von den „zwei Spitzen Kunstgewerbeschule und Maschinenbauschule“ sprach.

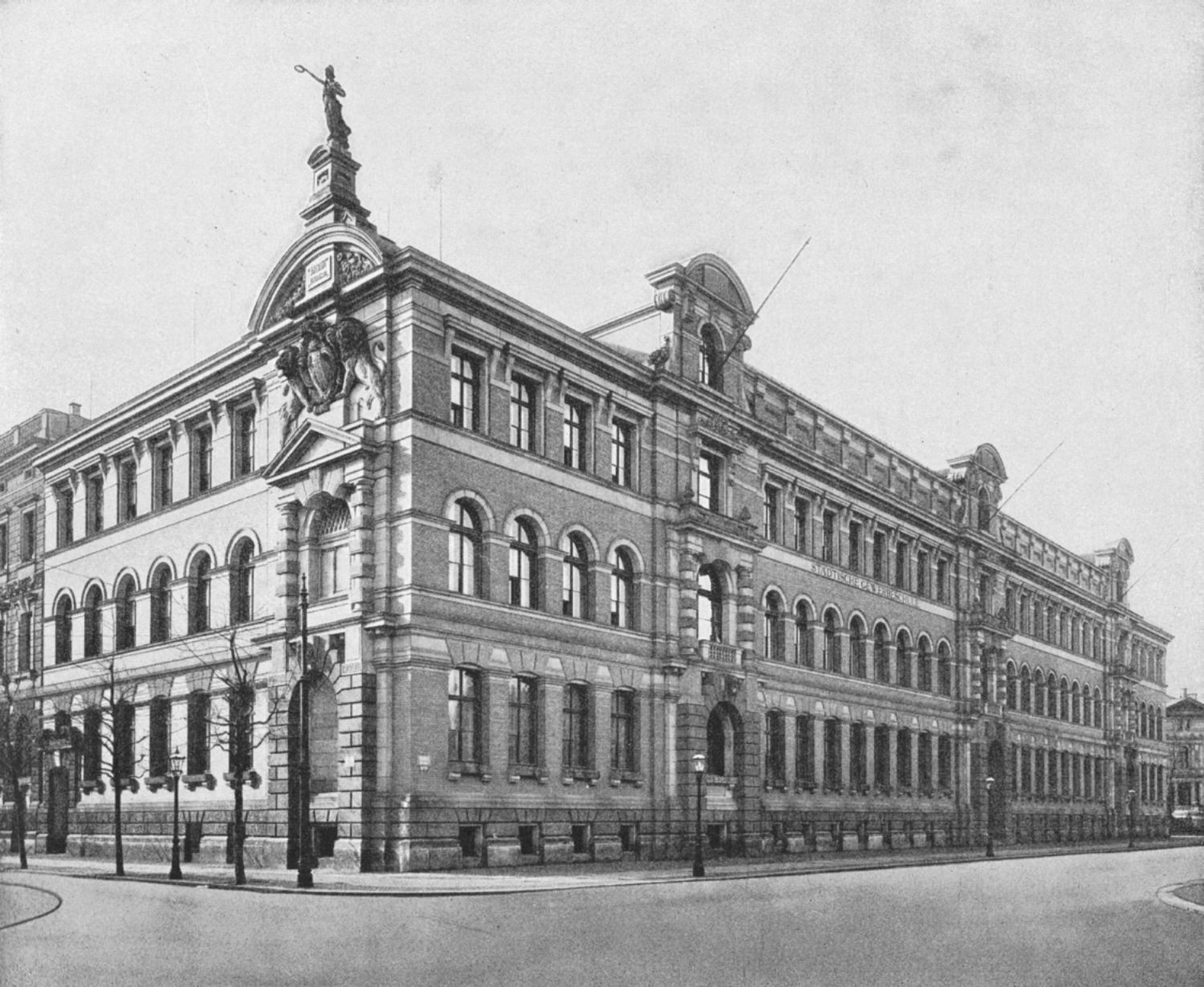
Das Schulgebäude um 1920
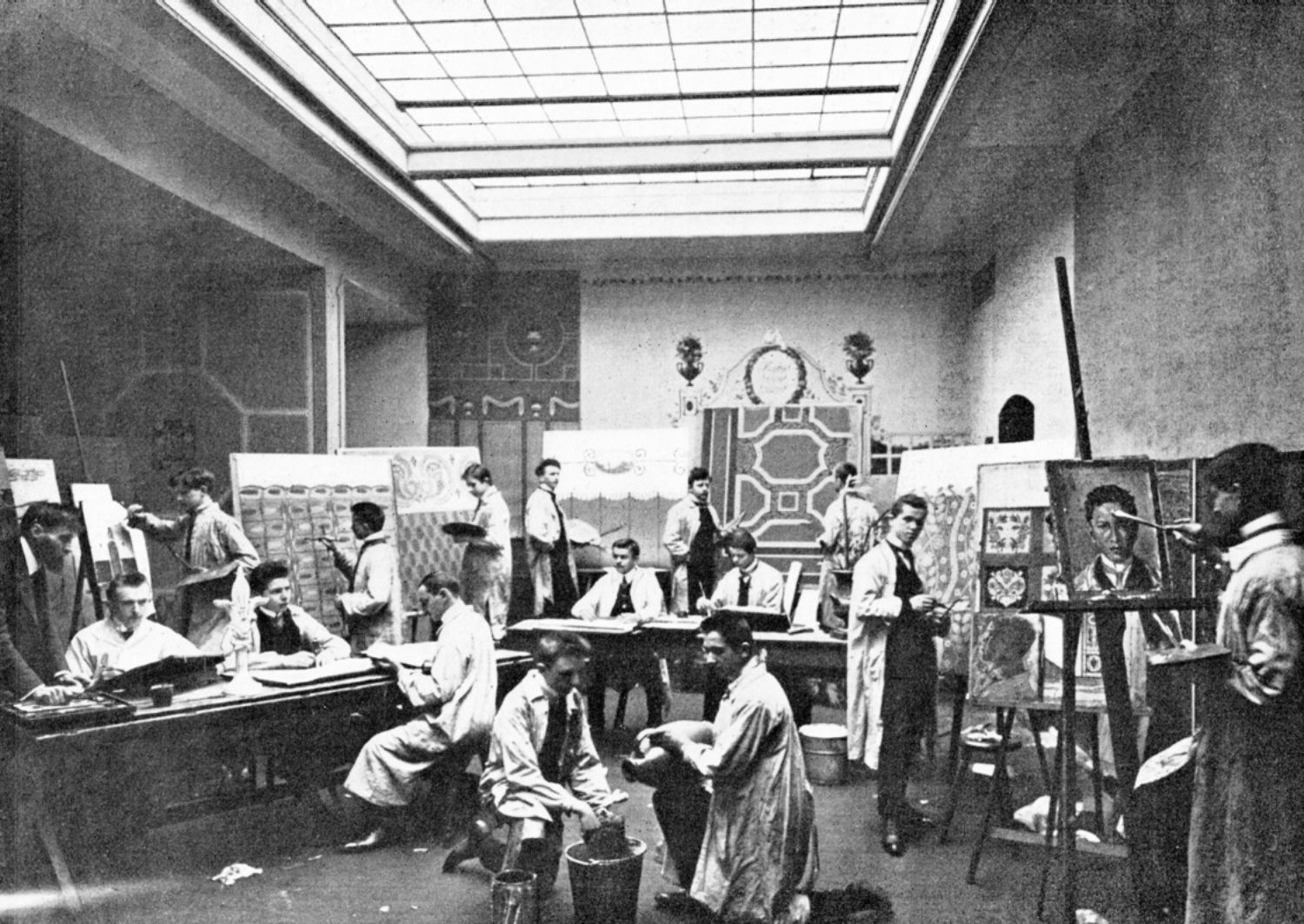
Im Malsaal
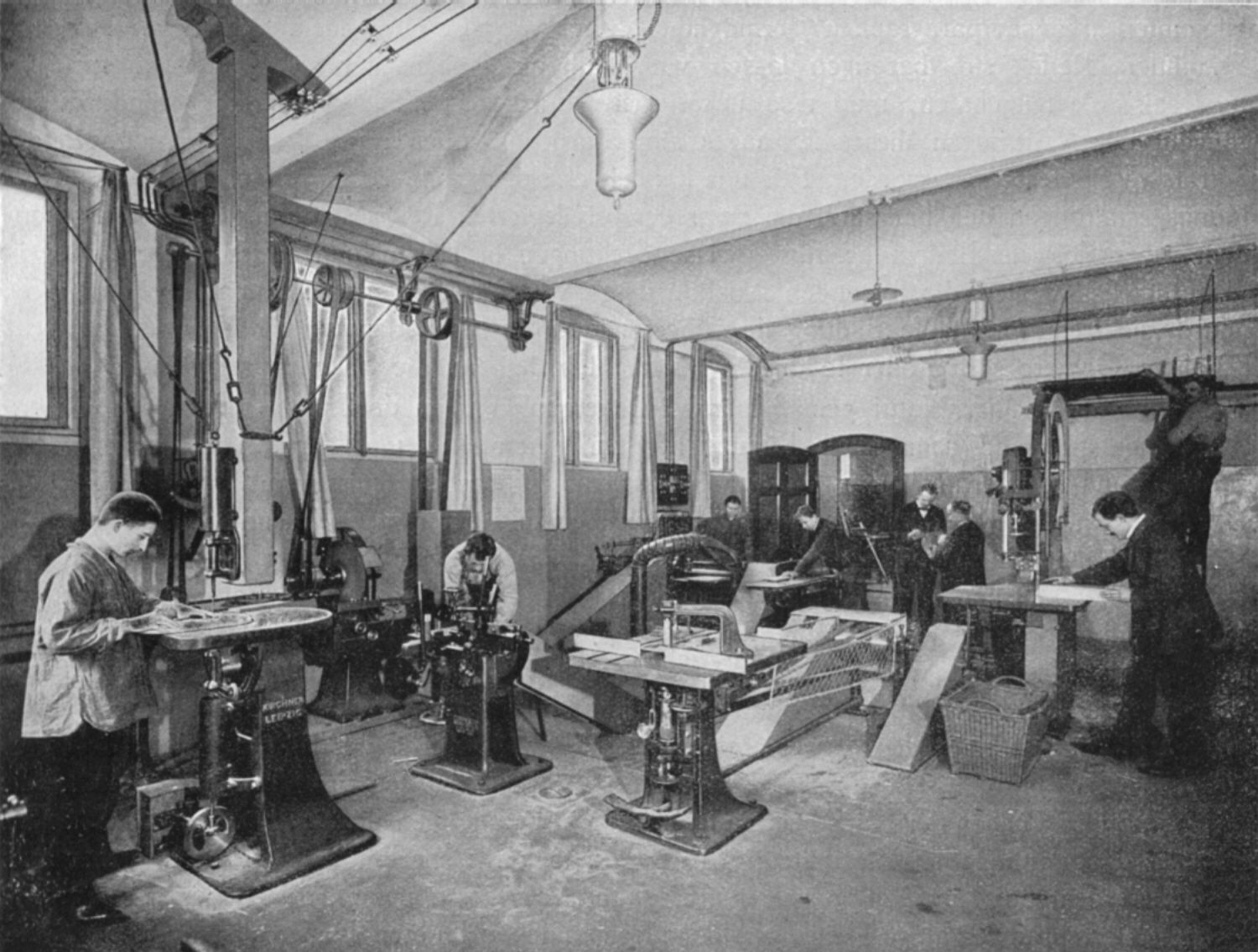
Raum zur Holzbearbeitung
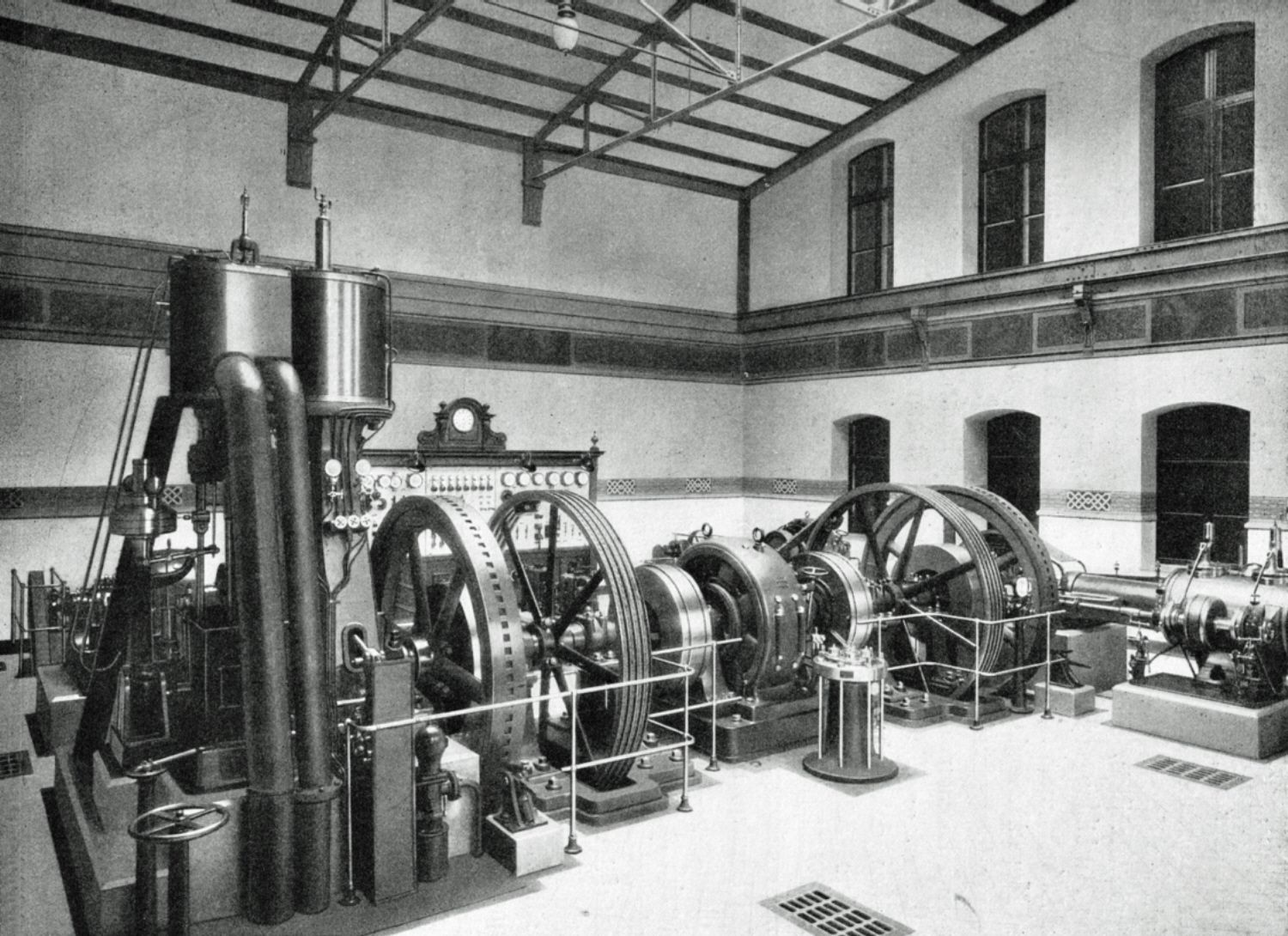
Der Maschinensaal
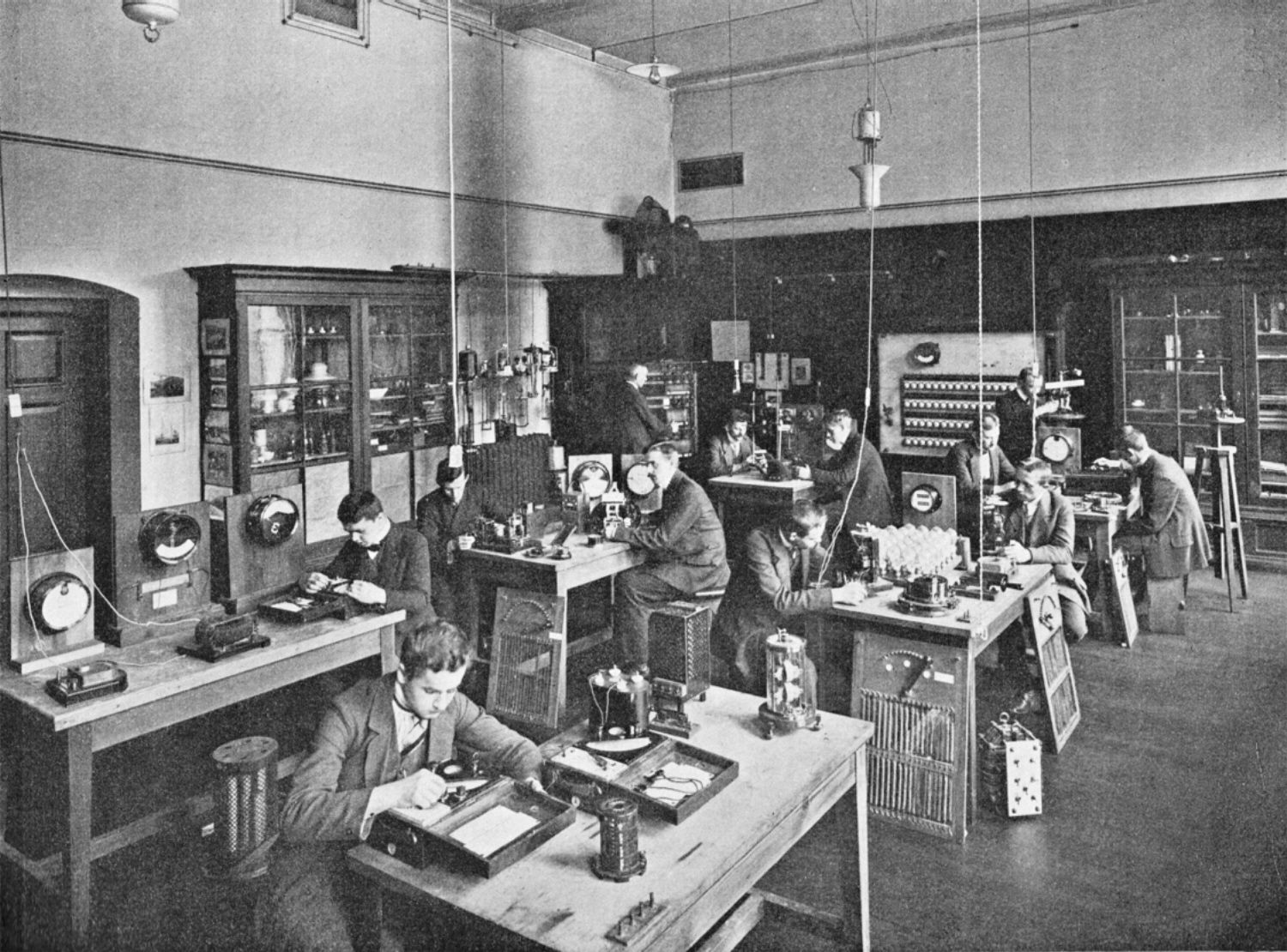
Das Elektrolabor

1923 wurde Dipl.-Ing. H. Trost aus Berlin Direktor der Gewerbeschule und verkündete 1925 zum 50. Jahrestag ihrer Gründung den Beschluss der Stadt, dass die gewerblichen Schulen nunmehr unter der Bezeichnung Technische Lehranstalten der Stadt Leipzig betrieben werden. Das waren
- die Höhere Maschinenbauschule mit den Abteilungen für Maschinenbau, Betriebstechnik, Elektrotechnik und Feinmechanik,
- die Höhere Gewerbeschule für die Metallindustrie mit angegliederter Meisterschule und Betriebstechniker-Fachschule,
- die Kunstgewerbeschule mit den Abteilungen Innenarchitektur, Kunsttischlerei, Kunstdrechslerei, Holz- und Steinbildhauerei, Keramik und Dekorationsmalerei,
- die Handwerkerschule für kunst- und baugewerkliche Berufe sowie die Tischlerlehrlingsfachschule und die Maler-Lehrlingsfachschule.

Jede dieser Schulen hatte ein eigenes Lehrerkollegium und einen Studiendirektor als Leiter. H. Trost wurde Direktor der Technischen Lehranstalten der Stadt Leipzig und Studiendirektor der Kunstgewerbeschule. Damit war die Existenz der Städtischen Gewerbeschule Leipzig offiziell beendet.

## Weiterer Verlauf
1932 wurden die Technischen Lehranstalten der Stadt Leipzig in Höhere Technische Lehranstalten der Stadt Leipzig umbenannt; Direktor blieb weiterhin H. Trost. Zwischen 1929 und 1935 wurden die Kunstgewerbeschule und die Baugewerkliche Schule aus dem Schulverbund ausgegliedert. Der Schulverbund konzentrierte sich auf eine höhere Ingenieurausbildung.
Nach dem Zweiten Weltkrieg lief 1946 die Ingenieurausbildung wieder an, ab 1947 unter der Bezeichnung Ingenieurschule für Metall und Elektro. Es folgten die Namensänderungen 1954 Fachschule für Schwermaschinenbau, 1956 Ingenieurschule für Schwermaschinenbau und Elektrotechnik und 1964 Ingenieurschule für Maschinenbau und Elektrotechnik.  Aus letzterer wurde 1964 durch Vereinigung mit der Ingenieurschule für Chemie und der Außenstelle Leipzig-Dölitz der Ingenieurschule für Feinwerktechnik Jena die Ingenieurschule für Automatisierungstechnik. Aus der Zusammenlegung dieser mit der Ingenieurschule für Polygrafie kam es 1969 zur Ingenieurhochschule Leipzig. Die Vereinigung mit der Hochschule für Bauwesen führte 1977 zur Technischen Hochschule Leipzig.
Nach der Wiedervereinigung Deutschlands wurde aus den Gebäuden, dem Sachbestand und Teilen des Personals der Technischen Hochschule und unter Einbeziehung der Fachschule für Bibliothekare und Buchhändler Leipzig, der Fachschule für wissenschaftliches Bibliothekswesen und dem Institut für Museologie die Hochschule für Technik, Wirtschaft und Kultur Leipzig (HTWK) gegründet.